# Olafur Eliasson
Olafur Eliasson (født 5. februar 1967) er en dansk-islandsk kunstner. Eliasson arbejder med en lang række medier som installation, maleri, skulptur, fotografi og film. Siden 1997 har hans kritikerroste soloudstillinger været vist på fremtrædende museer verden over som Museum of Modern Art i New York, Louisiana Museum of Modern Art i Humlebæk, 21 Museum of Contemporary Art, Kanazawa, og Venedig Biennalen. I 2003 blev hans populære installation The weather project i Turbinehallen på Tate Modern i London set af over to millioner. Eliassons projekter i det offentlige rum omfatter bl.a. Green river, som blev udført i forskellige byer mellem 1998 og 2001, The New York City Waterfalls, 2008, Your rainbow panorama, en 150 m lang cirkelformet gangbro i farvet glas oven på AROS Kunstmuseum i Aarhus, 2011, de krystalline facader på Harpa Koncerthus og Konferencecenter i Reykjavik (i samarbejde med Henning Larsen Architects), 2005–11, Cirkelbroen i København, 2015, samt Ice Watch, hvor Eliasson og geologen Minik Rosing transporterede tolv isblokke fra Grønland til Rådhuspladsen i København (2014) og Place du Panthéon i Paris (2015)  for at sætte fokus pa klimaforandringer.  
Hans atelier i Berlin blev grundlagt i 1995 og tæller i dag ca. halvfems håndværkere, teknikere, arkitekter, kunsthistorikere, arkivarer, programmører, administratorer og kokke. Sammen med Eliasson udfører de eksperimenter og udvikler kunstværker og udstillinger samt arkiverer og kommunikerer hans arbejde digitalt og på tryk. Studio Olafur Eliasson er regelmæssigt vært for workshops og arrangementer, der skal fremme den kunstneriske og intellektuelle udveksling med mennesker og institutioner uden for kunstverdenen, og den samarbejder verden over med bygningsingeniører, kulturarbejdere, politikere og videnskabsmænd.
Fra 2009 til 2014 var Eliasson leder af Institut für Raumexperimente, som var et femårigt eksperiment med kunstundervisning i tilknytning til kunstakademiet i Berlin. Eliasson er adjungeret professor ved Alle School of Fine Arts and Design i Addis Ababa i Etiopien.
Sammen med ingeniør Frederik Ottesen grundlagde Eliasson i 2012 den sociale virksomhed Little Sun. Virksomheden fremstiller og distribuerer solcellelampen Little Sun og mobilopladeren Little Sun Charge for at give bæredygtig energi til de 1,2 milliarder, som lever uden adgang til elektricitet. I 2014 grundlagde Eliasson og Sebastian Behmann Studio Other Spaces, et internationalt kontor for kunst og arkitektur, der fokuserer på tværfaglige og eksperimentelle byggeprojekter i det offentlige rum. 
Eliasson bor og arbejder i København og Berlin.

## New York City Waterfalls
26. juni 2008 indviedes en række kunstigt skabte vandfald fire steder langs East River i New Yorks havn. Ved åbningen sagde Eliasson om sin fascination af vand i det offentlige rum, at "vand har denne fantastiske evne til at være alt for alle." Bl.a. Politikens kunstanmelder Marcus Rubin mener, at Eliassons vandfaldsprojekt er det største kunstprojekt i New York siden Christo installerede tusindvis af porte i Central Park i 2005.